# Intendente de la provincia de Colchagua

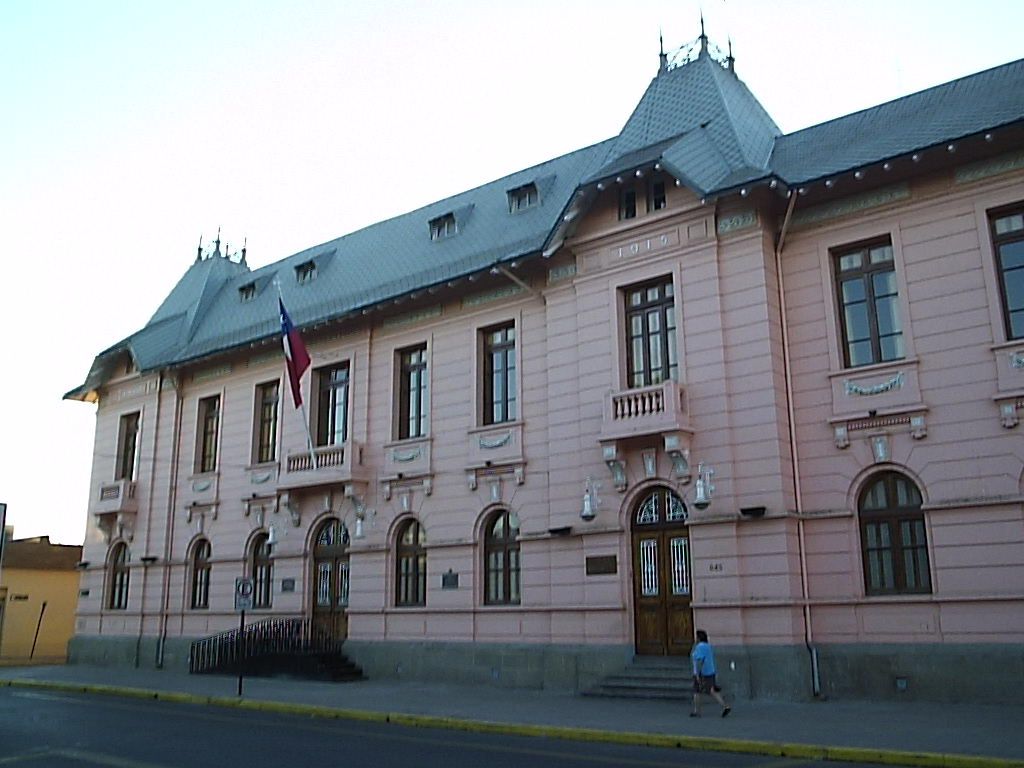
El edificio de la ex-Intendencia de Colchagua.

El intendente de la Provincia de Colchagua, o simplemente intendente de Colchagua, fue la autoridad responsable del gobierno y administración de la provincia de Colchagua, Chile, existente entre 1823 y 1976. Este cargo tuvo asiento, principalmente, en la ciudad de San Fernando, aunque en algunos períodos su cabecera estuvo en la ciudad de Curicó y Rancagua.
Desde 1975, la antigua provincia de Colchagua pasó a formar parte de la Región de O'Higgins, y su territorio es distribuido entre las actuales provincias de Colchagua y Cardenal Caro (desde 1979), que están al mando de un gobernador provincial.

## Antecedentes
Con la creación de la provincia de Colchagua en 1826, se creó el cargo de intendente provincial de Colchagua. El primero en ocupar el cargo fue Manuel Antonio Recabarren.
En 1837 se traslada la capital provincial de San Fernando a Curicó, hasta que en 1840 se designa definitivamente a la primera como capital provincial. Rancagua es capital de Colchagua entre 1927 y 1934, cuando la provincia se fusionó temporalmente con la de O'Higgins.
Durante el proceso de regionalización iniciado en 1974, la provincia de Colchagua quedó relegada a un segundo plano, dependiendo desde el 1 de enero de 1976 de Rancagua al conformar junto a la antigua provincia de O'Higgins la nueva Región de O'Higgins. Como consecuencia, el cargo de intendente de Colchagua no tiene continuidad desde aquel año, aunque su antiguo territorio se encuentra al mando de los gobernadores provinciales de Colchagua y Cardenal Caro, quienes son dependientes del intendente de la región del Libertador General Bernardo O'Higgins.

## Intendentes
Esta lista está incompleta.
| Imagen | Nombre                                     | Partido | Período                                         |
| ------ | ------------------------------------------ | ------- | ----------------------------------------------- |
|        | Manuel Antonio Recabarren                  | —       | 31 de enero de 1826-¿?                          |
|        | José Francisco Gana                        | —       | 3 de agosto de 1826-agosto de 1826              |
|        | Isidoro de la Peña                         | —       | 1826-1827                                       |
|        | Francisco Javier Lira Argomedo             | —       | 1827–1828                                       |
|        | Pedro Urriola Balbontín                    | —       | 1828                                            |
|        | José Gregorio Argomedo y Montero de Águila | —       | 1829–1830                                       |
|        | Feliciano Silva                            | —       | 1 de octubre de 1831–1836                       |
|        | Antonio José de Irisarri                   | —       | 1836–¿1838?                                     |
|        | Nicolás Jaramillo Niño                     | —       | 1840–1846                                       |
|        | José María Vergara Albano                  | -       | ¿mayo de 1841?-26 de mayo de 1847               |
|        | Domingo Santa María González               | —       | 26 de mayo de 1847-18 de septiembre de 1851     |
|        | Ambrosio Andonáegui                        | —       | 26 de junio de 1849-10 de octubre de 1849       |
|        | Juan José Echeñique                        | —       | 10 de octubre de 1849-¿?                        |
|        | Pedro José Jaramillo Niño                  | —       | 1850–1855                                       |
|        | Alejandro Vial Guzmán                      | —       | 24 de octubre de 1861–28 de febrero de 1863     |
|        | Ángel Prieto Cruz                          | —       | 1863–1864                                       |
|        | Alberto Blest Gana                         | —       | 1864–1865                                       |
|        | José Antonio Soffia Argomedo               | —       | 1871                                            |
|        | Manuel José Soffia Otaegui                 | —       | 1878–1882                                       |
|        | José María Valderrama Lira (interino)      | —       | 1879–1884.                                      |
|        | Ángel E. Concha                            | —       | 1888–1891                                       |
|        | José Francisco Echaurren González          | —       | 7 de enero de 1892 — 31 de enero de 1894        |
|        | Luis Orrego Luco                           | PR      | 1894–1895                                       |
|        | Pedro Nolasco Peña                         | PL      | 1896–1899                                       |
|        | Juan N. Ramírez de Arellano                |         | 18 de octubre de 1905-21 de octubre de 1911     |
|        | José Clemente Larraín                      |         | 21 de octubre de 1911-¿1916?                    |
|        | Emilio Barros (suplente)                   |         | 1915                                            |
|        | Alberto Díaz Lira                          | —       | ¿1916?—31 de diciembre de 1918                  |
|        | Samuel Ossa Borne                          | —       | 31 de diciembre de 1918—17 de noviembre de 1920 |
|        | Rodolfo Marín Carmona                      | —       | 17 de noviembre de 1920-¿?                      |
|        | Rubén Bustos Sepúlveda                     | —       | 1 de febrero de 1928-14 de mayo de 1928         |
|        | Carlos Morán Bañados (interino)            | —       | 14 de mayo de 1928-23 de mayo de 1928           |
|        | Tomás Lawrence Torres                      | —       | 23 de mayo de 1928-3 de mayo de 1929            |
|        | Fernando Jaramillo Valderrama              | PL      | 3 de mayo de 1929–25 de octubre de 1930         |
|        | Carlos Valenzuela Huerta                   | —       | 25 de octubre de 1930-29 de julio de 1931       |
|        | Luis Díaz Palacios                         | —       | 29 de julio de 1931-¿1932?                      |
|        | Pedro Álvarez Salamanca (interino)         | —       | junio de 1932                                   |
|        | Carlos Morán Bañados (interino)            | —       | junio de 1932-24 de junio de 1932               |
|        | Luis Lira Ramírez (interino)               | —       | 24 de junio de 1932-¿?                          |
|        | Manuel Araya Vargas                        | PD      | 1932                                            |
|        | Manuel José Benavente                      |         | hasta agosto de 1935                            |
|        | Abraham Leckie Allen (interino)            |         | agosto de 1935—noviembre de 1935                |
|        | Pedro Félix Vicuña Novoa                   | —       | 7 de noviembre de 1935-enero de 1937            |
|        | Arturo de la Cuadra                        |         | enero de 1937-¿?                                |
|        | Eduardo Andino Carvajal                    | PS      | hasta el 14 de septiembre de 1943               |
|        | Pedro González Fernández                   | PCU     | 1964                                            |
|        | Juan Molina Arriagada                      | PDC     | ¿?–1970                                         |
|        | Juan Codelia Díaz                          | MAPU    | 1970–1972                                       |
|        | Guillermo Sepúlveda                        | MAPU    | 1972–1973                                       |
|        | Juan Madariaga                             | MAPU    | 1973                                            |
|        | Coronel Hernán Brantes Martínez            | —       | 1973–1974                                       |
|        | Coronel José Castro Sauritain              | —       | 1974–1975                                       |
|        | Coronel Jaime Rodríguez Bengoechea         | -       | 1975-1 de enero de 1976                         |